# ОАЭ на летних Олимпийских играх 2004
Объединённые Арабские Эмираты принимали участие в Летних Олимпийских играх 2004 года в Афинах (Греция) в шестой раз за свою историю и завоевали одну золотую медаль. Это первая золотая олимпийская медаль ОАЭ.
4 арабских спортсмена (все — мужчины) соревновались в 3 видах спорта: стрельба, лёгкая атлетика, плавание.
Самым молодым участником сборной был 17-летний легкоатлет Али Мохаммед Аль Балуши, самым старшим участником был 40-летний стрелок Ахмед Аль Мактум.
В соревнованиях по стрельбе принимали участие Ахмед Аль Мактум (4 место в трапе и 1 место в дубль-трапе) и шейх Саид Аль Мактум (37 место в ските).
Али Мохаммед Аль Балуши (علي محمد البلوشي) принял участие в забеге на 800 метров среди мужчин. Он не преодолел отборочный этап, показав время 1:51.76 и став последним в своей подгруппе.
23-летний пловец Обейд Аль-Джассми (عبيد الجسمي) в отборочном заплыве 100 метров вольным стилем показал время 54.17 и занял 58 место в итоговом протоколе.

## Золото
- Стрельба, мужчины — Ахмед Аль Мактум (أحمد بن محمد بن حشر المكتوم):.